# 格拉漢姆·華生

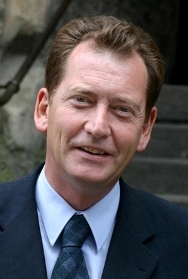

格拉漢姆·羅伯特·華生爵士（英語：Sir Graham Robert Watson，1956年3月23日—），英國自由民主黨政治人物。在1994年至2014年期間，他曾是歐洲議會西南英格蘭選區的議員。自2011年開始，他也是歐洲自由黨人與民主黨人聯盟黨的主席。